# Писарро, Гонсало
Гонса́ло Писа́рро и Ало́нсо (исп. Gonzalo Pizarro y Alonso; 1502, Трухильо — 10 апреля 1548, Куско) — испанский конкистадор. Незаконнорожденный сын капитана Гонсало Писарро и Родригес де Агилар. Родной брат Хуана Писарро и брат по отцу Франсиско и Эрнана Писарро. Через своего отца все братья Писарро приходились троюродными братьями другому знаменитому конкистадору — Эрнану Кортесу.

## Ранние годы в Перу
Родился в Трухильо в 1502 году. Отцом его был капитан Гонсало Писарро и Родригес де Агилар, также известный как Гонсало Писарро-эль-Ларго и как Гонсало Писарро-эль-Романо. Мать, Мария Алонсо, была наложницей, на несколько лет старше капитана Гонсало. 
Гонсало вырос под присмотром своего старшего брата Эрнандо Писарро (единственного законного брата), который позаботился о том, чтобы он получил образование как настоящий кабальеро. Когда Франсиско Писарро, старший брат семьи (хотя и бастард), посетил Трухильо в 1529 году, то впервые увидел Гонсало и Хуана. Несомненно то, что именно он убедил их вместе с Эрнандо присоединиться к компании по завоеванию Перу, заверив их, что они станут богатыми.
В возрасте 30 лет Гонсало сопровождал старшего брата Франсиско Писарро в его третьей экспедиции в Америку, когда была завоёвана Империя инков. Как полагают, он был более жестоким по сравнению со своим братом Франсиско, был коррумпированным и очень озлобленным человеком, который причинил много горя завоёванным аборигенам Перу.

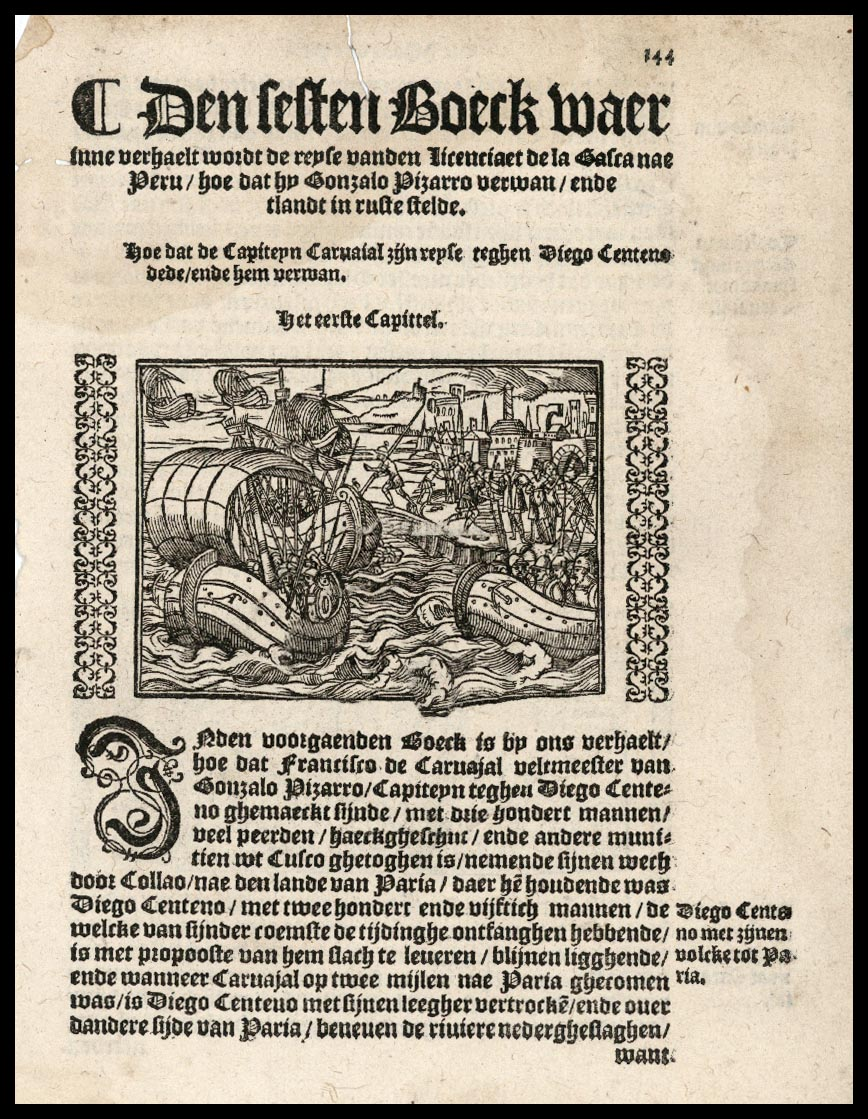
Гонзало Писарро плывет в Перу. Литография 1554 г.

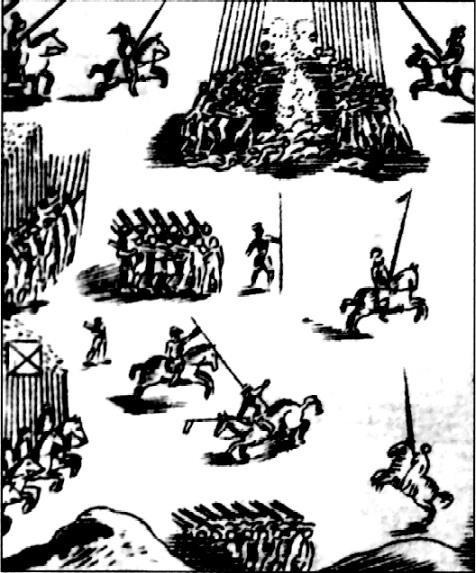
Битва при Джакиджауане (9 апреля 1548 г.). Гравюра Антонио де Эррера. Год c. 1615.

Гонсало Писарро участвовал почти во всех сражениях при завоевании Империи инков, в том числе и в пленении последнего независимого правителя инков Атауальпы. Как и другие его братья, он участвовал в дележе сокровищ из «Выкупа Атауальпы».
После возникновения разногласий между Франсиско Писарро и другим авторитетным конкистадором Диего де Альмагро последний был вынужден покинуть завоеванный к тому моменту Куско. После чего королём Карлосом V ему было дано задание исследовать южное Перу (современное Чили) с целью завоевания новых земель и обогащения испанской короны. После отбытия Альмагро Франсиско Писарро назначил своих братьев Гонсало и Хуана командовать гарнизоном Куско, а сам направился к северному побережью Перу, где основал в 1535 году город Лима.

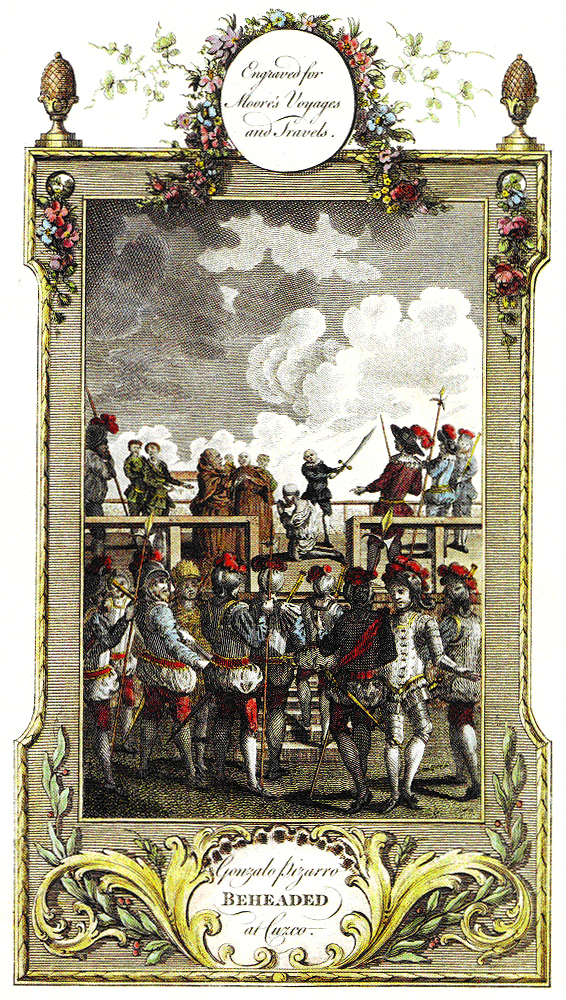
Иллюстрация 18-го столетия, изображащая казнь Гонсало Писарро

Правление Гонсало и его брата Хуана в Куско ознаменовалось коррупцией, грабежами и невероятной жестокостью по отношению к коренному населению; всех, кто не принимал правление испанцев, казнили и подвергали жесточайшим пыткам. В результате, в Куско вспыхнуло восстание инков под руководством Манко Инка Юпанки. Восставшим удалось ненадолго отбить у испанцев Куско, само восстание проходило с переменным успехом. Исполняя приказы Эрнандо Писарро и командира одного из кавалерийских корпусов, Гонсало особенно отличился в защите города. С помощью тысяч индейских союзников каньяри и чачапойя испанцы прорвали осаду и напали на крепость Саксайуаман (16 мая 1536 г.), во время штурма которой был убит Хуан Писарро.
Не успев отпраздновать победу над Манко, практически сразу начались боевые действия между конкистадорами. Основной их причиной был спор между Франсиско Писарро и Диего де Альмагро за контролем над Куско. Альмагро, вернувшись из своей неудачной экспедиции в Чили, 18 апреля 1537 году оккупировал Куско и пленил Эрнандо и Гонсало Писарро. Альмагро предложил союз Манко Инке Юпанки против братьев Писарро. Поначалу Манко вроде бы даже согласился, но затем отказался от сотрудничества и далее оставался в стороне от усобиц испанцев. Гонсало удалось бежать и добраться до резиденции брата Франсиско в Лиме. Вскоре между враждующими сторонами было заключено перемирие, но после того, как Альмагро отпустил остальных братьев Писарро, боевые действия возобновились. Последняя битва произошла при Лас-Салинасе, около Куско (6 апреля 1538 г.), где Гонсало командовал  пехотой, показав выдающиеся результаты. Альмагро потерпел поражение от братьев Писарро, был схвачен и казнён.

## Участие в экспедиции Франсиско Орельяна
В ноябре 1539 года Франсиско Писарро назначил Гонсало губернатором Кито (ныне Эквадор) и уполномочил его открыть для себя страну Канела и Эльдорадо. Затем Гонсало Писарро покинул Чаки, отправился в Куско и собрал 170 солдат, 3000 индейцев и множество грузовых верблюдов. В Кито он был принят в качестве губернатора городским советом этого города. Там было решено пройти к Стране Корицы, которая согласно рассказам располагалась на востоке, в джунглях. 
Зная о готовящейся экспедиции, к ней решил присоединиться Франсиско де Орельяна, который направился в Гуаякиль для набора участников экспедиции. Орельяне удалось набрать 23 человека и несколько лошадей. Сам Гонсало Писарро набрал 220 испанцев и около 4000 индейцев. Экспедиция выступила из Кито в феврале 1541 года. В марте отряд Писарро встретился в долине Сумако с отрядом Орельяны, и они начали совместный переход через Анды, который стал роковым для большей части экспедиции. 
Конкистадоры прошли через Кихос, последнее место, завоеванное инками; в Сумако разбили лагерь на склонах вулкана Гуакамайо. Несколько дней спустя они обнаружили саженцы корицы очень плохого качества, что стало их первым разочарованием. Что ещё хуже, они стали страдать от всевозможных трудностей и страданий, подвергались нападениям насекомых и рептилий, а также начали страдать от болезней, вызванных нездоровым климатом, и, что самое серьёзное, их начал мучить голод. В итоге, в Андах из-за снегопадов и сильных морозов погибло 140 из 220 испанцев и примерно 3000 из 4000 индейцев. Гонсало Писарро покинул Орельяну с арьергардом и продвинулся с авангардом к реке Кока, которую он назвал рекой Санта-Ана.
После преодоления горного хребта было решено построить небольшую бригантину «Сан-Педро» и спуститься вниз по реке, так как продолжать путешествие по заболоченным джунглям было невозможно. Там Гонсало Писарро подружился с местным касиком и приказал, чтобы Орельяна и остальные присоединились к нему. Местные индейцы сообщали, что в нескольких днях пути есть места, где много золота и продовольствия. Поэтому Писсаро хотел идти вниз по реке в поисках продовольствия, а также из-за угрозы мятежа голодных спутников. Орельяна попросил Гонсало Писарро дать судно на три-четыре дня для поиска провизии. Гонсало согласился, и Орельяна ушёл 26 декабря 1541 года. На судне и сопровождавших его 4 каноэ вместе с ним отправились 57 испанцев. 
Орельяна и его люди спустились по реке Кока, вошли в реку Напо и 12 февраля 1542 года обнаружили знаменитую Рио-Гранде, которую позже назовут рекой Амазонка. Но не обнаружив никаких поселений и, соответственно, ни продовольствия, ни золота, команда решила не возвращаться к Гонсало Писарро, и Орельяна спустился по реке до её устья в Атлантический океан. 
Писарро подумал, что отряд Орельяны погиб, и решил с оставшимися 80 испанцами вернуться обратно в Кито. Орельяна же проплыл по всей Амазонке, получив славу её первооткрывателя.
В итоге Гонсало Писарро, преодолев тысячу трудностей, вернулся в Кито через два года после отъезда с несколькими десятками измученных и голодных испанцев, единственных, кто выжил в этой злополучной экспедиции. Он с возмущением жаловался на «предательство» Орельяны и обвинял его в том, что тот бросил его в негостеприимных джунглях.
Кроме того, вернувшись в Кито, Гонсало узнал, что его брат Франсиско Писарро убит 26 июня 1541 года последователями Альмагро (альмагристы, как их называли) во главе с его сыном Диего де Альмагро дель Мосо. К этому времени в Перу прибыл новый представитель короля Испании Кристобаль Вака де Кастро. Гонсало предложил свою поддержку представителю короны, который во главе мощной армии, преданной королю, был направлен против альмагристов. Вака поблагодарил его за жест, но осторожно не принял его предложение и попросил его остаться в Кито, пока ситуация не нормализуется. Чуть позже альмагристам всё же было нанесено поражение в битве при Чупас (16 сентября 1542 г.), а Диего де Альмагро дель Мосо был казнён, как и его отец. Гонсало вернулся в Куско и встретился с Вакой де Кастро, которому подтвердил свою преданность. Затем он отправился в Чаркас и удалился на свою энкомьенду в Чаки, где посвятил себя поиску золотых и серебряных рудников. Гонсало думал, что, возможно, завершит свои дни таким образом, наслаждаясь доходами своей энкомьенды, но новое волнение вернуло его на политическую сцену.

## Сопротивление новым испанским властям
В 1542 году испанская корона обнародовала «Новые законы», разработанные Бартоломе де лас Касасом для защиты местных жителей; эти законы устанавливали подавление энкомьенд и всех принудительных работ индейцев. Были также созданы вице-королевство Перу и королевская аудиенсия Лимы. В 1544 году король Карлос V назначил первого вице-короля Перу Бласко Нуньеса Вела, который ввёл Новые законы, разработанные де Лас Касасом. Многие из проживавших в Перу конкистадоров и первых поселенцев возмутились, поскольку не могли больше так же безжалостно обращаться с индейцами. Было организовано восстание, в качестве лидера был выбран Гонсало Писарро, в то время ставший богатым землевладельцем в Чаркасе. 
Гонсало отправился в Куско, где в апреле 1544 года он был принят со всеми почестями и провозглашён генеральным прокурором Перу в знак протеста против новых законов перед наместником и, если необходимо, перед самим Карлом V. Имя Гонсало стало объединяющим фактором для конкистадоров, ставших под его знамёна, и поначалу многие советовали ему объявить себя королём Перу, но Гонсало отказался от каких-либо претензий на земли Испании. Повстанческой армии удалось одержать победу над войсками вице-короля около Кито. Со своей стороны, Гонсало покинул Лиму и направился к Трухильо в поисках войск вице-короля, но те уже начали отступление. Затем он прибыл в Кито, где узнал, что вице-король продвинулся дальше на север, в Попаян. После серии манёвров обе силы наконец оказались в окрестностях Кито. 18 января 1546 года произошла кровопролитная битва при Инакито, приведшая к поражению вице-короля, который был взят в плен и обезглавлен посреди поля битвы.
Между тем на юге капитан Диего Сентено, преданный испанской короне, узнав о смерти вице-короля, поднял оружие против Гонсало в Ла-Плате и перегруппировал силы, пытаясь восстановить королевскую власть. Но сподвижник Писарро, лейтенант Франсиско де Карвахаль, обратил его в бегство, не вступая в бой. Вскоре Сентено восстановил свои силы и сформировал армию в тысячу солдат, поэтому Гонсало Писарро пришлось покинуть Лиму, чтобы лично отправиться сражаться с ней, пройти через Арекипу и достичь горной местности. Обе армии столкнулись в битве при Уарине около озера Титикака 20 октября 1547 года, в которой Диего Сентено потерпел поражение. Это была великая победа гонзалистов, численно уступавих в силе лоялистам (только они добавили 400 солдат). Триумф в значительной степени был достигнут благодаря подразделениям, вооружённым аркебузами, сформированными Карвахалем и подчиняювшимся ему лично.
Гонсало Писарро стал абсолютным властителем Перу. Новый представитель короны, священник Педро де ла Гаска, назначенный президентом Королевской аудиенсии Лимы и получивший титул «Миротворец», прибыл в Панаму и предложил прощение всем повстанцам, а также отменил Новые законы. Силы Гонсало Писарро начали дезертировать и присоединяться к де ла Гаске, начиная с военно-морского флота, которым командовал адмирал Педро де Инохоса.
С этой армией и многими людьми Педро де ла Гаска отпрвился в Перу. Он высадился в Тумбесе, затем продолжил путь на юг, пройдя через Трухильо, Уайлас и Хауху, где узнал о поражении при Уарине. Он последовал за Уамангой и Андауайласом и подошёл к Куско. У него уже была большая армия из 700 аркебузиров, 500 пикинёров и 400 всадников. Гонсало набрал в Куско армию из 900 солдат и ждал своего противника. Обе армии столкнулись в битве при Хакихауане на пампасах Анта или Саксауана, между 2 и 9 апреля 1548 года.
Фактически не было никакой битвы, кроме как роспуска войск Гонсало, которые были переданы армии де ла Гаски. Дезертирство было инициировано оидором Сепедой и капитаном Себастьяном Гарсиласо де ла Вега. Гонсало Писарро был заключен в тюрьму, как и его лейтенант Франсиско де Карвахаль, вместе с другими повстанческими капитанами. Все были обезглавлены на следующее утро, кроме Карвахаля, который, будучи простолюдином, был повешен. Головы Гонсало и Карвахаля были отправлены в Лиму и выставлены на площади внутри железных клеток. Спустя годы к группе присоединился череп Франсиско Эрнандеса Хирона, ещё одного казнённого мятежника. 
Обезглавленное тело Гонсало Писарро было доставлено в Куско и похоронено с милостыней под главным алтарём церкви Ла-Мерсед, где уже находились останки Альмагро-старшего и Альмагро-младшего. Гонсало Писарро стал последним из братьев Писарро, умершим насильственной смертью.

## В культуре
Гонсало Писарро стал одним из героев «Трилогии Писарро» испанского драматурга Тирсо де Молины (1626—1631).